# Alkaloid (Unternehmen)

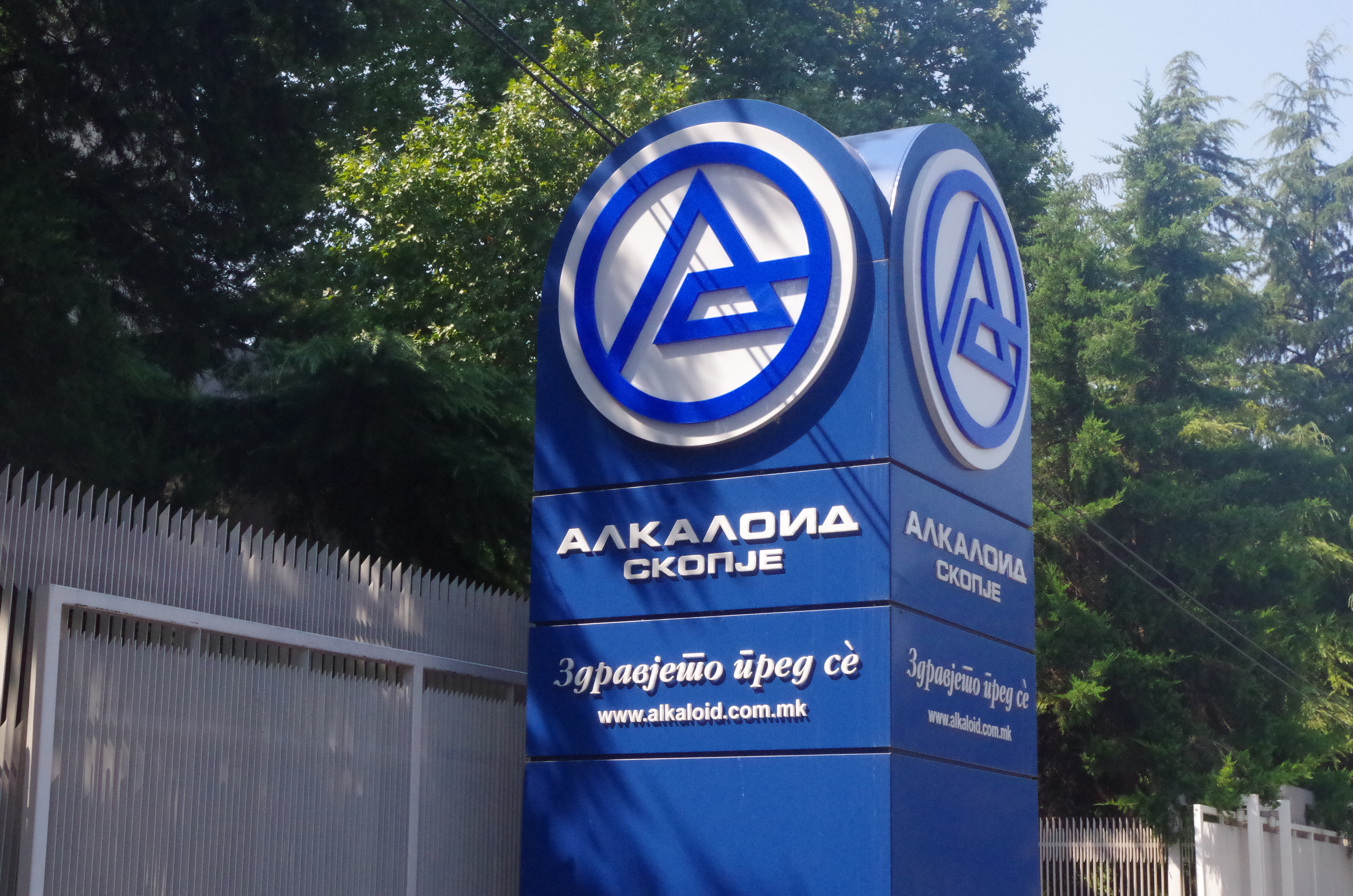
Unternehmensschild von Alkaloid Skopje

Alkaloid (mazedonisch Алкалоид) ist ein Großunternehmen in Mazedonien. Es ist auf die Herstellung von Arzneimitteln, die Bearbeitung von botanischen Rohstoffen und die Herstellung von Kosmetik und chemischen Erzeugnissen spezialisiert. Der Hauptsitz befindet sich in Skopje. CEO ist Živko Mukaetov.

## Unternehmensform und Organisation
Alkaloid ist in Form einer Aktiengesellschaft organisiert. Es hat mit Alkaloid CONS ein Tochterunternehmen und darüber hinaus je eine Zweigniederlassung in Serbien, Montenegro, Kosovo, Albanien, Bosnien und Herzegowina, Kroatien, Slowenien, der Schweiz, Bulgarien, Rumänien, der Ukraine, Russland und den Vereinigten Staaten. 5,05 % der Aktien gehören ausländischen Investoren an. Das Großunternehmen beschäftigt etwa 1250 Angestellte.

## Geschichte
Die Anfänge des Unternehmens reichen ins Jahr 1936 zurück. Damals wurde die erste Verarbeitungsanlage in Skopje eröffnet. Die zuerst nur 15 Arbeiter stellten das Schmerzmittel Opium her. Bis zum Sommer 1945 stieg die Mitarbeiterzahl auf 17, von denen nur eine Person eine höhere Ausbildung abgeschlossen hatte. Im Laufe der Jahre stieg die Produktion, die Technologie wurde modernisiert, die Produktpalette erweitert und der Qualifikationsgrad der Angestellten verbessert. 1949 produzierten die schon 53 Arbeiter 2135 Kilogramm Alkaloide. Die Einnahmen stiegen um ein Drittel im Vergleich zu 1947. Für seine positiven Resultate erhielt Alkaloid eine bundesweite Auszeichnung als beste Fabrik Jugoslawiens.
1957 wurde eine neue Anlage eröffnet, welche Medikamente erstmals in Tablettenform erzeugte. Die Mitarbeiterzahl stieg kontinuierlich an und unter ihnen befanden sich vermehrt qualifizierte Chemiker, Pharmazeuten und Technologen. Alkaloid baute zudem die Zusammenarbeit mit großen Pharmaunternehmen in Frankreich, Deutschland, der Schweiz, Österreich und den Vereinigten Staaten aus.
Im Mai 1966 kam die Firma „Bilka“ aus Skopje zum Unternehmen hinzu, welches auf den Kauf von medizinischen Kräutern spezialisiert war. Zwischen 1969 und 1971 verzeichnete das Unternehmen große Gewinne, was sich in der Erhöhung der Mitarbeiterzahl widerspiegelte: Waren zuerst 515 Angestellte beschäftigt, wurden es dann 671. 1972 wurde eine neue Fabrikanlage eröffnet, welche die Medikamentenherstellung beschleunigen konnte. Gleichzeitig wurde mit der Produktion von veterinären Präparaten begonnen.
1973 kaufte Alkaloid die beiden Unternehmen „Lafoma“ und „Cvetan Dimov“ auf und erweiterte somit seine Produktpalette um Lacke, Fotomaterialien, Seifen und Kosmetik. 1978 kam auch das Unternehmen „Proleter“ hinzu, welches Farben und andere Beschichtungen herstellte. Die rasante Entwicklung positionierte Alkaloid unter die fünf größten Pharmaunternehmen Jugoslawiens. Zu dieser Zeit hatte es über 2800 Mitarbeiter.
1990 wurde Alkaloid von Staatsbesitz in eine Aktiengesellschaft mit gemischter Eigentümerschaft umgeformt. 1995 wurde das Unternehmen privatisiert. 1998 wurden alle Eigentümer privat.